# تپه اتانک ۱
تپه اتانک ۱ مربوط به دوران پیش از تاریخ ایران باستان است و در شهرستان آبیک، روستای اتانک واقع شده و این اثر در تاریخ ۲۵ اسفند ۱۳۸۰ با شمارهٔ ثبت ۵۵۱۵ به‌عنوان یکی از آثار ملی ایران به ثبت رسیده است.